# 最低工資

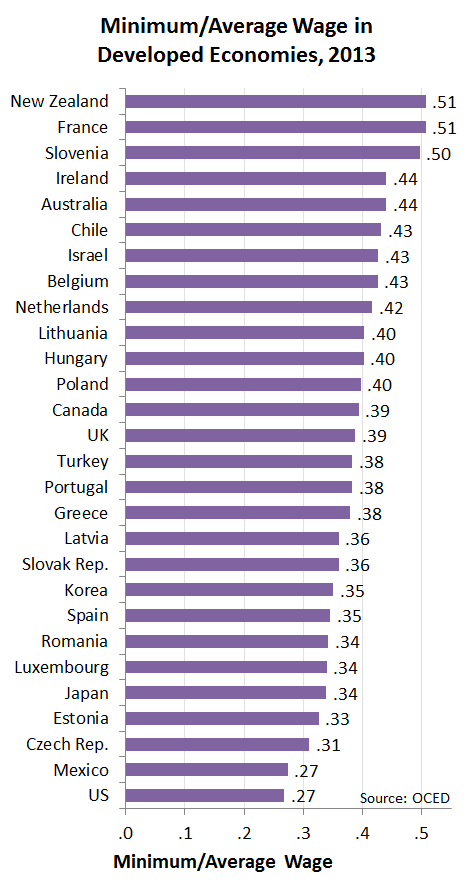
最低/平均薪資的比值，OECD國家，2013

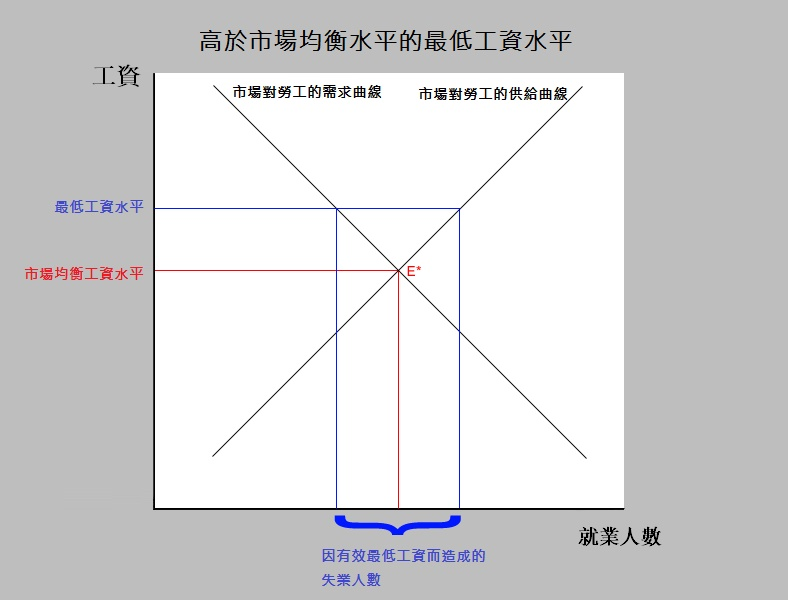
最低工資會造成失業的理論

最低工資，又稱基本工资，是不少國家的勞工政策，為雇主與勞工間可以合法約定的最低薪資金額，属于最低所得保障的一种形式。
雖然最低薪資在許多地方實行，最低工資的利弊仍有許多爭議。支持者說最低工資會提昇生活水平、減少貧窮、減少貧富差距、提昇社會風氣、以及強迫企業變得更有效率。相對的，反對者說它會拉低一般人的工資、提昇失業率（特別是低技術或缺乏經驗的勞工）、並且對企業有害。

## 沿革
新西蘭於1894年成為首個推行最低工資的國家，其後澳洲跟著推行。很多西方國家其後陸續推行保障工人權益的法案，包括推行最低工資。現今世界上很多國家及地區，不僅西方，東方地區如香港，也設有政府立法或工會以保障工人權益。

## 各地基本工資
許多國家如瑞典、芬蘭、丹麥、瑞士、奧地利、義大利，沒有最低薪資法律，但依靠勞工團體或工會透過集體協商設立最低薪資。

## 經濟模型

### 供給與需求
在主流經濟學入門課本之中的供給需求分析之下，當法定最低薪資高過均衡點最低薪資時會導致失業。原因是較高薪的工作數量不足以分配給有意願工作的人。提高基本薪資只會影響低技術的勞力市場，因為較高技術的勞力市場的薪資已經高過均衡點薪資。

## 實證研究
根據John Schmitt「此份報告檢視近年來對最低薪資的研究（大約自2000），以得出「提高最低薪資對低薪工人的影響」的目前最佳預測，這些證據指出少量或沒有影響。」
一些實證研究試圖證實最低薪資於就業之外的效益。在2012年，Michael Reich發表了一篇經濟分析，說明一個上調聖地牙哥最低薪資的方案可能會刺激該城市經濟約1.9億美元。

經濟學人於2013年寫道：「最低工資，若沒有設的太高，可以提昇薪資並且對就業沒有負面影響。...美國聯邦的最低薪資為薪資中位數的38%，是富裕國家中最低之一。有些研究發現聯邦或州立最低薪資對就業沒有傷害，有些發現微小傷害，但沒有研究發現嚴重的傷害。...過高的最低工資，然而，特別是在僵硬的勞動市場，的確會打擊就業。法國有著富裕國家中最高的薪資底限，高過薪資中位數的60%，以年輕人薪資來看比例更高出許多。這有助於解釋為何法國有高的驚人的年輕人失業率：26%; 15-24歲。」

## 支持與反對最低工資的論據
| 支持最低工資的論據 - 底層勞工階級的生活水準提昇，社會平均生活水準提昇。 - 刺激消費。可以把更多的錢分配予將薪資用光的低收入勞工，藉此增加金錢流動。 - 對中小企業收入有正面影響（因為顧客的收入增加）。 - 消滅低薪職務，強迫勞工接受訓練並移動到更高薪的職務。 - 促進科技發展。勞力價格提高後，高科技產業變得更有吸引力。鼓勵工業的自動化和效率。 | 反對最低工資的論據 - 最低工資本身無法有效減輕貧窮，事實上因為導致失業，會加劇貧窮。 - 減少工作需求，減少工作時數或著減少職位量。導致更多的長期失業。 - 以消滅貧窮的方法來說，比其他方法更無效(例如勞動所得稅扣抵制)，並且更會傷害企業。 - 傷害中小企業甚於傷害大企業。 - 導致更高的商品價格，當這些商品是由低收入勞工製造。可能導致物價上漲，因為企業試圖藉由提高商品價格以彌補勞力支出。 |

## 影響
有報導認為「調高最低工資有害論」，是沒有利益迴避下的研究結果，這報導指出，主流經濟學家與大資本家並沒有利益迴避：大資本家的財力能讓學術界做出對他們有利的研究。類似的狀況如有錢有勢的菸商，阻止菸害研究，讓大眾晚數十年才清楚菸害的恐怖。

## 最高工資
其指薪酬不可高於該上限，法定例子可能只有政府公務員。在市場供需情況下，工資的均行點通常就是上限，所以有效的最低工資是存在均行點之上，而最高工資理論上就是均行點之下才是有用。
在該社會的同一個工種中，拿到最多的人工就是最高工資。論資排輩的情況下，可能出現最高工資。政府對工資上限的應用是等級制，嚴格上它是固定薪酬。參見政府官員的薪酬，一般在法律上是有定明的，不宜隨意加減，而是固定的。在等級制中，得到最高工資的公務員通常是該社會的領袖，如中華人民共和國的國家領導人、香港特別行政區的行政長官，例子還有巴黎公社、軍人。

## 外部連結
- Basic Income Earth Network (BIEN) （页面存档备份，存于）
- Basic income for all-Philippe van Parijs, Boston Review
- Guaranteed Basic Income Studies:How it could be organised, Different Sugesstions
- 在中国的最低工资 （页面存档备份，存于）